# Бугі-вугі (танець)
Бугі-вугі (англ. Boogie-Woogie) — соціальний (доступний для непрофесіоналів), парний свінговий танець, що з'явився у післявоєнній Європі, куди його завезли американські солдати. Є Європейською версією лінді хопу, який додатково зазнав змін через виникнення та поширення нового музикального жанру в 50-х роках минулого століття - рок-н-ролу. Виконується більш лінійно та вертикально з енергійними рухами ніг.  Бугі-вугі звичайно танцюють під рок-н-рольну і блюзову музику.
Танець був дуже поширений в Європі у 1940-1960-ті роки під своїм іменем і назвами «джітербаг», «рок-н-рол», «ле рок» й іншими. З часом перетворився на виключно спортивний танець. Але у 1980-1990-ті роки групами ентузіастів на хвилі загального відродження свінгу було відновлено значення бугі-вугі як соціального танцю.
Наразі, танець Бугі-Вугі продовжує активно розвиватися та набувати популярності в Європі, найбільше танець поширений в Німеччині, Франції та Італії. Неймовірно популярний в Скандинавських країнах. Останнім часом почався також активний розвиток бугі-вугі в країнах Північної та Південної Америки.
В Україні танець Бугі-Вугі почав свій активний розвиток на початку 2000-х років і, незважаючи на всі перепони, продовжує розвиватися й досі.

## Історія

### Етимологія

Джітербаг в джук-джойнті, листопад 1939

Достеменно невідомо походження назви бугі-вугі, але поширення її у середовищі афроамериканців вказує на можливе африканське коріння. Так, мовою банту mbuki-mvuki означає скинути одяг для танцювального виступу. У мові мандінка слово buga і у мові гауса buga чи bugi означає бити в барабан. А у Західній Африці bogi й bogi-bogi — танцювати. Значення всіх цих слів узгоджуються з подальшим розвитком терміну бугі-вугі як назви танцю і танцювальної музики.

### Походження

Обкладинка журналу Life за 23 серпня 1943 року зі свінговими танцівниками

Наприкінці XIX століття — в 1870-х роках чорношкірі піаністи Техасу починають виконувати музику, яку згодом назвуть предтечею бугі-вугі. Цей стиль стає відомим як «Barrelhouse» і «Honky Tonk» (обидві назви означають бар, питний заклад, придорожню забігайлівку) — за назвами типу закладів, в яких грали таку музику. Першим записом саме бугі-вугі можна вважати «New Orleans Hop Scop Blues» Джорджа Томаса, що вийшов у 1910 році. У 1927 році був випущений класичний запис Альберта Еммонса «Honky Tonk Train Blues», але «офіційна» поява стилю «бугі-вугі» датується 29 грудням 1928-го, коли вийшов запис «Pinetop's Boogie Woogie» Клеренса Сміта. Слово «boogie» в тодішньому сленгу мало два значення — ним називали, по-перше, сексуальний контакт, а по-друге, просто стан «повної насолоди і задоволення».
Клеренс Сміт до своєї музичної кар'єри працював танцівником водевілю і тепістом. На той час в танцях вже існувало багато рухів, що використовували словосполучення бугі-вугі в назві, наприклад, в автентичному джазі були рухи під назвами «бугі бек» і «бугі форвард», а один з кроків популярного у 1920-тих танцю «Ballin' the Jack» називався бугі-вугі. І Клеренс Сміт використовує яскраве слово для своєї композиції. Так музичний стиль бугі-вугі отримує своє ім'я.
Протягом усіх 1940-х вплив музичного стилю бугі-вугі спостерігався в безлічі аранжувань, які виконувалися біг-бендами. Дуже популярними стають композиції Вілла Брадлі (англ. Will Bradley) «Beat Me Daddy, Eight To The Bar», Томмі Дорсі (англ. Tommy Dorsey) «Boogie Woogie», Джина Крупи (англ. Gene Krupa) «Drum Boogie».
У свінгових танцях на той час панував лінді хоп, який з винаходом парних акробатичних трюків стає головним елементом танцювальних шоу і кінострічок. З'являються інші різновиди свінгових танців, такі як іст кост свінг (спрощена шестибітна версія), і голлівудський стиль лінді хопу. В пошуках нових ідей американські продюсери спочатку перейменовують лінді хоп на джітербаг, намагаючись уніфікувати свінгові танці, а потім починають активно використовувати в танцювальних шоу музику бугі-вугі, з її потужним ритмом й енергетикою. Так в 1938 році у ревю Кеба Келловея (англ. Cab Calloway) для нью-йоркського клубу «Коттон», знаменитий ліндіхоперський гурт «Whitey's Lindy Hoppers" виконав танець під назвою бугі-вугі, музичним супроводом якого послужила композиція «A Lesson in Jive», — насправді це був лінді хоп, а звучну назву було приліплено до нього для створення у публіки відчуття новизни.

### Народження танцю

Сестри Ендрюс у кінострічці «Buck privates» в 1941

Під час і після Другої світової війни в Європі було багато американських солдат і розважальних команд «USO» (американська організація, що займалася проведенням концертів для американських військ на військових базах). Американці привезли з собою певні культурні традиції, серед яких були й свінгові танці — лінді хоп, джітербаг, іст кост свінг та інші.
Вагомий внесок у популяризацію американської музики внесли Сестри Ендрюс — під час Другої світової вони виступали перед військами союзників в США, Африці, Італії. Серед відеокліпів, записаних Сестрами Ендрюс для армії, є ролики з такими відомими каліфорнійськими ліндіхопперами, як Дін Коллінс, Джевел МакГован та іншими. Голлівудський стиль лінді хопу з одного боку і більш прості версії свінгових танців, такі, як іст кост свінг, американців у Європі стали першими моделями для європейців. А музичний стиль Ендрю Сістерз, енергійний свінг з елементами фортепіанного бугі став першою музикою, під яку європейці вчилися свінговим танцям.
У 1946 році скінчилась ера свінгу і музиканти почали грати іншу танцювальну музику. Танець адаптувався до музики, до уявлень європейців про парний танок, і прийняв нову назву «бугі-вугі», тим паче що енергійний рух ніг дуже корелював до цього стилю музики.

### Кінець 1940-х, початок 1960-х

Кадр з фільму «Rock Around the Clock» (1956)

Післявоєнна Європа потребувала емоційного виходу від наслідків повної розрухи. Таким виходом стала музика і танці. Забезпеченні американці, що мали змогу смітити грішми, для збіднілої європейської молоді здавалися еталонами благополуччя і культурного відродження. Американська музика, танці набували неабиякої популярності серед нового покоління, хоча офіційна преса називала їх аморальними. Танцювальні школи відмовлялися навчати свінговим танцям через їх чорношкіре походження й охочі змушені були навчатися у барах, на вулиці, в американських клубах. Розповсюдження танцю проходило через спілкування і експериментування.
У 1956 році виходить кінострічка «Rock Around the Clock» і миттєво стає культовою. У фільмі знялось багато ліндіхопперів з Каліфорнії, таких, як Фреда Викофф, Джо Ланза, Ленні Сміт, Лу Саутерн. Вони виконували голлівудський стиль лінді хопу, але під рок-н-рольну музику. Танцювальні школи вже не могли відмовлятися від прибутку і почали навчати охочих. Оскільки відношення до афроамериканських традицій загалом залишалося незмінним, європейські вчителі почали викладати «європейську» версію танцю. На відміну від оригінального танцю, в танцювальних школах клубах вчили і танцювали у вертикальному положенні, компактно і з чіткими лініями. Елементи, які здавалися образливими, були опосередковані. Найбільшим центром бугі-вугі в 1950-ті був Берлін.
Назва танцю в післявоєнній Європі трансформується: у той час як до середини 1950-х років його називали «джітербаг» і «бугі-вугі», Поява в кінці 1950-х терміну «рок-н-рол» дає нове ім'я танцю. Народження у США музики Білла Хейлі й Елвіса Преслі, які на основі афроамериканського коріння грають білу музику, робить американські традиції більш прийнятними. Також успіх частково пояснюється тим, що музика і танець були вираженням юнацького протесту проти покоління їх батьків. На базі бугі-вугі виникають багато інших танців, в тому числі джайв, акробатичний рок-н-рол, ле рок, черок.
З появою твісту бугі-вугі поступово зникає, залишаючись тільки в професійних танцювальних школах. Він вважається спрощеною версією рок-н-ролу, рок-н-ролом без акробатичних елементів. Уся соціальна складова зникає.

### Відродження

Кадр з фільму «Swing kids» 1993 року

З 1960-х по 1980-і бугі-вугі практично повністю поглинені акробатичним рок-н-ролом. Танець уніфікують, з'являються обов'язкові елементи, по суті, бугі перетворюється на спорт. Зникають технічні аспекти ведення і слідування, імпровізація, музикальність. Тому на початку 1980-х у європейських танцівників виникає бажання добратися до коріння, подивитися, як танець виглядав насправді, у ті часи. Пошук старих записів, кіноплівок, живих свідків виявився плідним, і у 1984 році в Мюнхені проходить перший чемпіонат з бугі-вугі у сучасній формі. За Німеччиною слідують Італія і Швейцарія, згодом Швеція, Франція й інші європейські країни.
Протягом наступного десятиріччя бугі залишаються танцем професіоналів і небагатьох ентузіастів, але початок відродження свінгу у США наприкінці 1980 років та поява нео-свінгу, музичного стилю, що ідеально пасував бугі-вугі, зробило це захоплення масовим. Музика у виконанні Big Bad Voodoo Daddy, Royal Crown Revue, Dr. Zoot, Cherry Poppin' Daddies і Brian Setzer стає дуже популярною, а поява свінгових танців на кіноекранах (фільми «Swing Kids» (1993) і «Swingers» (1996)) та телебаченні (реклама фірми «Gap» «Khaki Swing» (1996)) спонукає ентузіастів експериментувати з бугі-вугі.
Великі школи бугі-вугі існують майже в усіх європейських країнах.  Майже кожного місяця проходять фестивалі та ретро-вечірки, в яких можуть взяти участь усі бажаючі, незалежно від віку та рівня танцювальних навичок. Іноді навіть можна почати вивчати танець прямо на самих фестивалях, з нуля.
Багато з цих шкіл об’єднані в національні федерації, і багато, як професійних так і аматорських танцорів, мають змогу брати участь у змаганнях, що сприяє розвитку танцю в різних країнах. Національні федерації підпорядковуються Світовій конфедерації рок-н-ролу WRRC. WRRC виникла у 1984 році на основі федерацій Італії, Німеччини, Франції, Швейцарії для впорядкування правил зі спортивного рок-н-ролу і бугі-вугі. Зараз у складі Світової конфедерації знаходиться більше 30 країн. WRRC регламентує певні танцювальні правила, музику для змагань, проводить чемпіонати і кубки світу з бугі-вугі. Чемпіонати з бугі-вугі транслюють національні телекомпанії Німеччини і Франції.

## Опис
Бугі-Вугі — це парний, імпровізаційний, соціальний танець. Як один з «наймолодших» свінгових танців, він поєднує у собі елементи майже всіх інших танців цього стилю, що робить його чудовим стартом для вивчення свінгових танців в цілому.
Танець характеризується не лише швидким ритмом (класичний рок-н-рол 50-х років), але й більш повільними темпами, коли виконується під блюзову та джазову музику. Це дозволяє танцюристам адаптувати стиль під будь-який настрій і музичний супровід.
Бугі-Вугі поєднує елементи акробатики, підтримки, соло-джазу, з вільними, інтуїтивними рухами, що робить його доступним для людей з різним рівнем танцювальних навичок. Танцюристи використовують різноманітні базові кроки, які можна адаптувати до власних уподобань, дозволяючи кожному створити свій унікальний стиль виконання.
Один з ключових аспектів бугі-вугі — це його соціальна складова. Це танець, який може освоїти кожен, незалежно від віку чи попереднього досвіду в танцях, що робить його доступним для широкої аудиторії. Він є відмінним способом для спілкування, розваги та фізичної активності у компанії друзів чи нових знайомих.
Незважаючи на свою доступність для початківців та соціальний статус, Бугі-Вугі також є офіційним видом спорту, доступним для професіоналів і аматорів, які прагнуть досягнути високих результатів у змаганнях.

## Змагання
Змагання також можна розділити на  соціальні та офіційні (спортивні).
Соціальні змагання, це більш неформальні, найчастіше локальні турніри для танцівників будь-якого рівня. Ознаками є доступність та  менша відповідальність, не такі суворі правила та критерії, та більший акцент на веселий відпочинок. Найпопулярнішим видом соціальних змагань є "Jack and Jill" (JNJ). Змагання з постійною зміною партнерів, стилістичною зміною музики (від класичного свінгу до поп музики сьогодення), та різноманітними завданнями під час виступу.

Офіційні змагання в бугі-вугі проводяться під егідою Світової конфедерації рок-н-ролу - WRRC. Конфедерація проводить кубки і чемпіонати світу, веде рейтинг пар, регулює правила змагань, обирає музику.
Світова Конфедерація проводить Світові майстерси (World Cup, етапи Кубку Світу), Чемпіонат Європи та Світу (World Championship). Чемпіонат Світу є найголовнішим турніром WRRC.
Кожна країна має свою національну Федерацію. В Україні це - Федерація Акробатичного Рок-н-Ролу та Бугі-Вугі (ФАРРУ). 
Кожнного року ФАРРУ проводить 5-7 етапів Чемпіонату України, Кубок України та Фінал Чемпіонату України.

### Відмінності між змагальним і соціальним танцем
Довгий час соціальний (клубний) і змагальний (конкурсний) бугі-вугі досить чітко розділяли. Зараз ця різниця не така велика, але певні аспекти залишилися:
- соціальний танець характеризується більшою свободою дій, великим діапазоном темпів, акцентом на музикальну імпровізацію, яка переважає технічні аспекти танцювання; соціальний танець, це більшою мірою відпочинок, хоббі та захоплення.
- конкурсний танець виконується під певні, схвалені федерацією мелодії, змагання відбуваються згідно правилам WRRC (Всесвітньої Конфедерації Рок-н-Ролу), оцінюються технічні аспекти танцювання, музикальна імпровізація та інші критерії, танцівники використовують сольні елементи з автентичного джазу і чарлстону, а також складні акробатичні елементи.

## В Україні

### Стиляги

Плакат фільму «Стиляги»

В кінці 1940-х у радянському союзі виникає нова молодіжна субкультура — стиляги. Захоплення західною культурою, одягом, стилем життя, американськими музикою і танцями різко засуджуються офіційної пресою і владою. Тим не менш, після Другої світової радянське суспільство деякий час зберігало відкритість по відношенню до Заходу. Мільйони радянських солдат повернулись додому, в їх розповідях фігурували враження про інше, європейське життя. Люди ще носили речі, прислані по ленд-лізу, а в радянських кінотеатрах йшли «трофейні» західні кінострічки. Молодь обожнювала такі фільми, як: «Серенада сонячної долини», «Сто чоловіків і одна дівчина», «Джордж із Дінкі-джаза», «Дівчина моєї мрії».
Джаз і свінгові танці стають символами свободи, нонконформізму і прагнення до кращого. Улюбленими танцями стають свінг, рок-н-рол і бугі-вугі. Причому радянські стиляги не обмежуються доволі небагатими знаннями в цій області і вигадують власні варіації на тему модного танцю (бугі-вугі) — існували «атомний», «канадський» або «трійний Гамбурзький» стилі. Є певні свідчення, що свінг танцювали в Одесі ще в 1940-х, незважаючи на різко негативне ставлення до цього влади. Так, «Комсомольська правда» виступила з різкою критикою захопленням одеситів бугі-вугі і джазом.
У 1960-х ця молодіжна субкультура поступово зникає, а з нею і культура соціального танцювання бугі-вугі.

### Відродження бугі-вугі в Україні
В 1985 році до влади в СРСР приходить Михайло Горбачов. Настає час перебудови. У радянському союзі починається відлига і західна культура поступово повертається до мешканців СРСР. В 1986 в Москві створюється перший спеціалізований клуб рок-н-ролу, а в 1987 році пройшов перший офіційний турнір з акробатичного рок-н-ролу. В 1990 році у змаганнях в Москві беруть участь спортсмени клубу «Гранд» з Харкова.

Іван Катрунов та Тетяна Георгієвська на кубку світу в Італії

У 1994 викладачі московського клубу акробатичного рок-н-ролу «Танцкласс» Дмитро Тарасов і Марина Косминіна відвідують семінари з бугі-вугі у Швейцарії і починають викладати новий танець спочатку в Росії, а потім і в Україні. У 1995 на такі семінари в Харкові попадає Тарас Мельник, який у 2001 році разом з Ларисою Глікиною засновує Київський Свінг Денс Клуб КСДК. Тарас і Лариса успішно змагаються і виступають, стають срібними призерами чемпіонату Росії з бугі-вугі і неодноразовими призерами чемпіонатів України. З 2003 року КСДК починає проводити щорічний міжнародний танцювальний фестиваль «Свінгляндія», який відвідують такі відомі танцівники бугі-вугі як чотирикратні чемпіони Швеції Гасе і Марі Маттсон і чемпіонка світу Джессіка Леннартсон. У 2005 в КСДК тимчасово припиняють викладати бугі-вугі.
Розвиток Бугі-Вугі в Україні (2003-2022 рр.)
У 2003 році Іван Катрунов і Жанна Заночкіна засновують клуб «Елвіс» у Харкові. Іван і Жанна досягають високих результатів в Україні та світі, серед іншого посівши третє місце на кубку світу в Москві у 2007. У 2009 році на хвилі інтересу до рок-н-рольної культури через розвиток рокабільної субкультури в Києві і прем'єри кінострічки «Стиляги» КСДК відновлює заняття з бугі-вугі. У 2011 до Києва переїжджає Іван Катрунов і починає викладати бугі спочатку в КСДК, а згодом і створивши свою власну школу — філіал харківського Елвіса.
У цьому ж році Євген Нагорний створює у Києві "Kiev Rebel Dance".
З 2011 харківський Елвіс, під керуванням Жанни Заночкіної перетворюється на "Fast Feet Club". У Харкові щорічно проводиться найбільший і наймасштабніший Бугі фестиваль України - "Слобожанський Lets Dance Camp", щороку там збираються майже всі бугери України, обов'язковим атрибутом фестивалю є присутність найкращих міжнародних вчителів і неймовірна атмосфера самого кемпу.
У 2013 році Сергій Ковальов створює у Києві "Hot Boogie Club".
Іван Катрунов починає активно виступати на міжнародній сцені з Тетяною Георгієвською. Пара встановлює рекорд швидкості розвитку — за півроку ставши фіналістом чемпіонату світу. У 2013 вони виходять на друге місце у рейтингу WRRC, а в 2014 українська пара вперше очолює світовий рейтинг.
У 2015 році Тетяна Георгієвська починає виступати за Норвегію з Сондре Олсеном Бьо, і за декілька місяців вони стають однією з найсильніших пар Світу.
У 2016 році в КСДК знову починається викладання Бугі-Вугі, викладачами стають багаторазові фіналісти і призери Чемпіонатів України - Максим Болгов та Вікторія Чупріна, згодом до них приєднується Марина Прийдан. На початку 2018 року напрямок Бугі-Вугі в КСДК відокремлюється і створюється новий клуб - Rock Dance Studio.
У 2018 році у Хмельницькому, спочатку як філіал київського Hot Boogie Club, а потім як окремий клуб, починає працювати Groovy Moves.
Тетяна Георгієвська і Сондре Олсен Бьо стають однією з найкращих пар світу, яка у 2017 і 2019 році виграє Чемпіонат Світу, і Чемпіонат Європи 2018 і 2019 року.
23-24 травня 2020 року в Україні, планувалось проведення Кубку Світу з Бугі-Вугі під егідою Всесвітньої Конфедерації Рок-н-Ролу (WRRC) та Всеукраїнської Федерації Акробатичного Рок-н-Ролу та Бугі-Вугі України (ФАРРУ), але із поширенням епідемії коронавірусу було вирішено змістити змагання на іншу дату.
23 і 24 жовтня 2021 у Харкові відбулася найголовніша подія року з акробатичного рок-н-ролу та бугі-вугі у Світі - Чемпіонат Світу.
Бугі-Вугі під час війни (2022 р. - 2023 р)
З початку широкомасштабного вторгнення російською армією на території України в кінці лютого 2022 року, бугі-вугі, як і майже всі сфери життя мільйонів людей, опинилися на межі повної зупинки. Мільйони українців були вимушені покинути свої домівки, знищені цілі міста. Діяльність тих, хто залишився була ускладнення постійними атаками загарбників на міста, інфраструктуру та цивільне населення.
Закривається київський клуб Elvis. Харківський Fast Feet Club вимушений був призупинити діяльність через постійні бомбардування Харкова. Були призупинені всі змагання Федерації Акробатичного Рок-н-Ролу України. 
Через атаку російських загарбників на Харків, було знищене легендарне місце проведення змагань у Харкові - Спортивний комплекс "Локомотив".
Не менш важливе місце в історії українського Бугі-Вугі - місце проведення найбільшого фестивалю в Україні "Слобожанський Let's Dance Camp"  - Печенізьке водосховище, опиняється під повною окупацією військ російської федерації.
На початку березня 2022 року, за активної діяльності представників ФАРРУ, Всесвітня Конфедерація Рок-н-Ролу виключає всіх представників країни агресора із лав родини WRRC. Спортсмени, судді і функціонери отримують заборону на участь в усіх заходах під егідою Всесвітньої конфедерації Рок-н-Ролу.
Відновлення. 
Але, як і в часи Другої Світової Війни, під час бомбардуваннь Лондону, танці були ключовою частиною підтримки морального духу, через саму природу зближення людей.
"It is not proposed to make total war total misery", — сказав міністр внутрішніх справ Герберт Моррісон (Велика Британія) у 1942 році, коли він оголосив у Палаті громад, що танці не будуть заборонені через війну. Танці були необхідні для підтримки морального духу як цивільного, так ії військового населення, що уряд Британії чітко визнав.
Танець був синонімом життя під час Другої світової війни, це був спосіб уникнути тиску життя під постійними загрозами бомбардувань і смерті.
Так само і в Україні, вже у травні 2022 року, майже з нуля відновлює свою діяльність Rock Dance Studio в Києві. 
Вже у червні проводиться благодійний онлайн фестиваль "Swing for Ukraine", організатором якого є Світлана Матових, викладач Rock Dance Studio. Для моральної підтримки українців запрошені найкращі світові пари: Нільс Андрен та Бьянка Локателлі (Швеція), Джешек і Агнєжка Черубінські (Польща), Маркус Какушка та Джессіка Кайзер (Австрія), Туомас і Рієтта (Фінляндія), триразові чемпіони світу Вільям Мове та Маєва Транцер (Франція), Аліна Сокульська (Україна/Іспанія), Алевтина Капуста (Україна/Чорногорія) та Софія Капустіна (Норвегія). Онлайн майстер класи проводяться, як з метою морально підтримати українців, надати можливість відволіктися від стресу, так і з благодійною метою збору коштів для постраждалих цивільних. Відновлюються заняття в студії.
Згодом свою діяльність відновлює і київський "Hot Boogie Club".
Клуби продовжують свою діяльність, вже не тільки з метою дозвілля та активного способу життя, а й з метою активної допомоги у благодійних ініціативах на підтримку постраждалих цивільних та військових від російської агресії. Разомом із благодійним фондом "Спанбонд" запроваджена ініціатива "Танці Дарують Надію". 
В грудні 2023 року проходять перші офіційні змагання Федерації Акробатичного Рок-н-ролу України з початку широкомасштабного вторгнення в Києві.

## В масовій культурі
- В кінострічці «Rock Around the Clock» (1956) каліфорнійськими танцівниками виконується дуже подібний до бугі-вугі лінді хоп.
- В кінострічці Назад у майбутнє (1985) під час виступу Марті Макфлая на шкільному балу, студенти танцюють дуже подібний до бугі-вугі танець.
- Grease - «Бріолін» (1978). У фільмі є сцена, де персонажі танцюють на шкільному балу. Елементи бугі-вугі присутні через швидкий ритм та вільний стиль виконання танцю.
- The Fabulous Dorseys (1947). Танцюристи виконують бугі-вугі під живу музику джазових оркестрів, створюючи атмосферу 1940-х.
- Cry Baby - «Плаксій» (1990). Джонні Депп і його партнери танцюють бугі-вугі на вечірках і в клубах у стилі 1950-х років.
- Hairspray - «Лак для волосся» (2007). Численні сцени танців, включаючи бугі-вугі на телевізійному шоу, де учасники виконують веселі, енергійні рухи, відображаючи стиль 60-х років.
- American Graffiti  - «Американські графіті» (1973). Молодь танцює бугі-вугі на автомобільних зустрічах, демонструючи стиль 1960-х років.
- Blues Brothers - «Брати Блюз» (1980). Персонажі виконують яскраві і енергійні танці, що поєднують свінг і елементи бугі-вугі.
- Footloose - «Вільні»(1984). В одній зі сцен танцюють в стилі бугі-вугі, створюючи атмосферу 1950-х років на танцях у школі.
- Кліпи українських рокабільних гуртів «the Wise Guyz» — Don't Touch My Greasy Hair, Jumping Record, Do it Slow та інші; «Руки'в Брюки» — Прыгай малая.